# The Lead Shoes
The Lead Shoes is een Amerikaanse experimentele korte film uit 1949 geregisseerd door Sidney Peterson. De film maakt gebruik van vervormende filmlenzen. De film werd in 2009 opgenomen in de National Film Registry.